# 双廊镇
双廊镇（白语：Cualnud），是中华人民共和国云南省大理白族自治州大理市下辖的一个镇。原属洱源县，2002年划归大理市。2013年8月，双廊村被评为第二批中国传统村落。南诏风情岛和双廊艺术小镇文化旅游区为4A级旅游景区。

## 行政区划

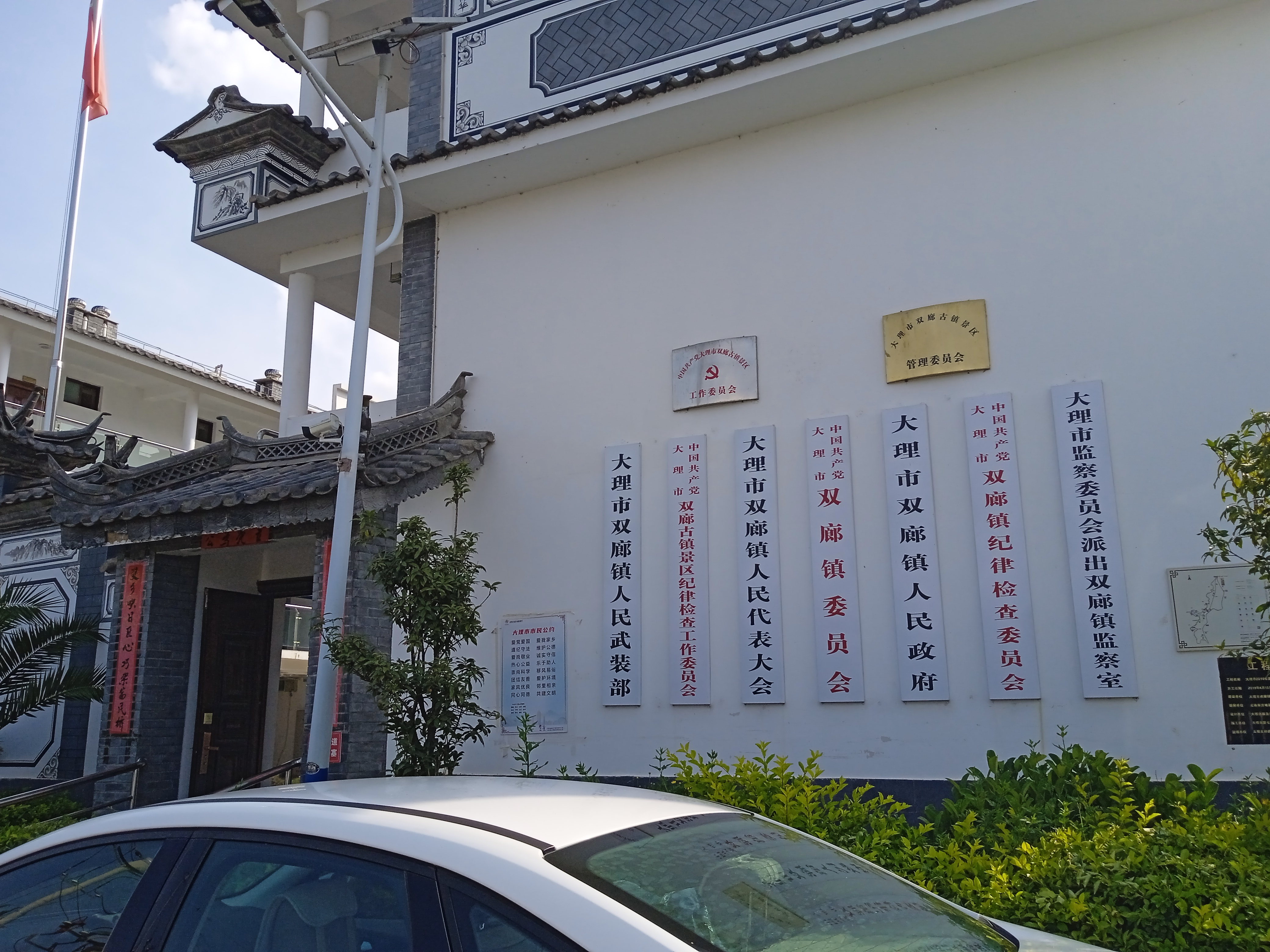
镇行政机关

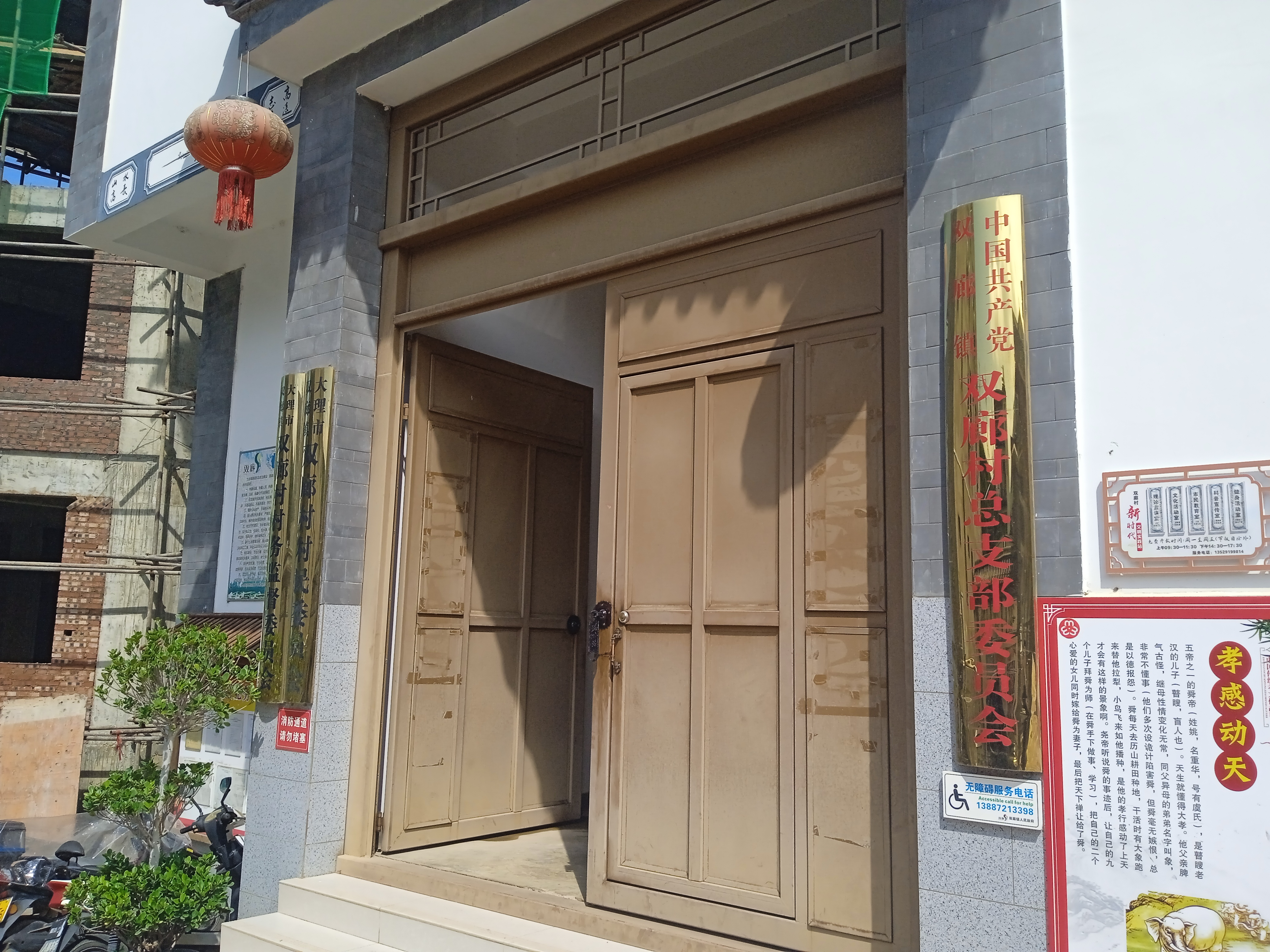
双廊村的党支部、居委会

双廊镇下辖以下地区：
双廊村、长育村、大建旁村、青山村、伙山村、五星村和石块村。